# Van Gogh - Sulla soglia dell'eternità
Van Gogh - Sulla soglia dell'eternità (At Eternity's Gate) è un film biografico del 2018 diretto da Julian Schnabel.
La pellicola, con protagonisti Willem Dafoe, Oscar Isaac e Mads Mikkelsen, racconta gli ultimi e tormentati anni di Vincent van Gogh, dalla burrascosa amicizia con Paul Gauguin, fino al colpo di pistola che lo uccise a soli 37 anni.

## Trama

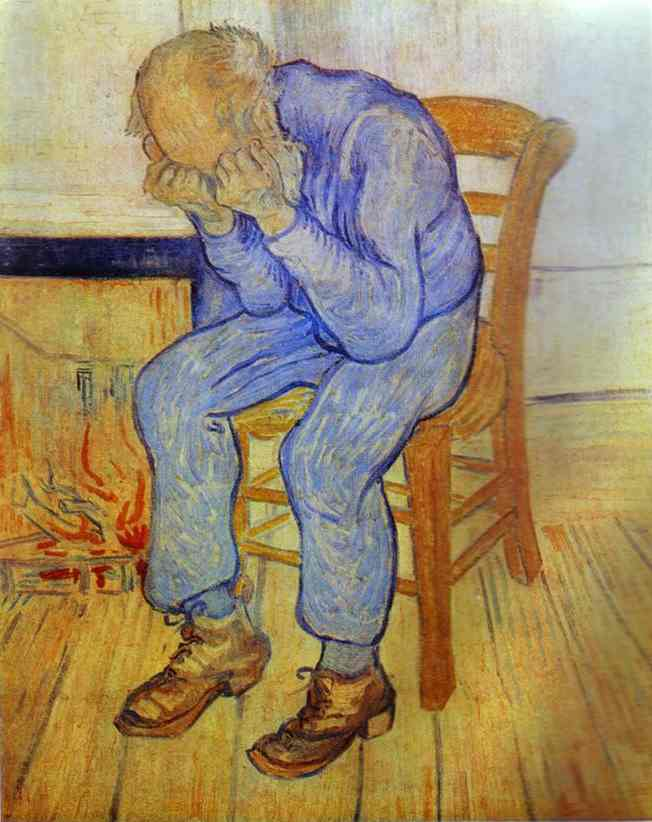
Sulla soglia dell'eternità (in inglese At Eternity's Gate) dipinto del 1890, da cui il film prende il titolo

Il pittore Vincent van Gogh, dopo un'esperienza a Parigi, dove non ottiene la stessa fortuna che all'epoca avevano gli impressionisti, decide di recarsi ad Arles, paesino di campagna ideale per dipingere gli ampi paesaggi da lui amati. Gli abitanti però, lo considerano un "pazzo", un "folle", e lo maltrattano provocando nel pittore dall'animo irrequieto reazioni impulsive.
Durante i ricoveri in ospedale, il fratello minore Theo, unica persona che lo capisce e crede nelle sue doti, gli propone di farsi spedire i dipinti a Parigi, affinché li possa vendere. Le sue opere però non vengono apprezzate e Vincent continua a passare una vita da povero ad Arles.
In seguito giunge ad Arles anche il pittore Gauguin, inizialmente amico e sostenitore di Vincent, ma poi sempre più in contrasto con quest'ultimo, a tal punto da abbandonare la "casa gialla" in cui i due vivevano e lavoravano. In seguito ad un'altra crisi emotiva, van Gogh si taglia un orecchio.
Infine si reca in una chiesa, pur essendo sempre stato ateo, e in un ospedale per cercare di riabilitarsi.
Prima che il film finisca, appare una scritta, che spiega che il pittore morì povero, solo e malato per un colpo di pistola a soli 37 anni, e che la sua bara venne esposta in mezzo a tutti i suoi dipinti. Viene inoltre sottolineato che i suoi dipinti vennero apprezzati soltanto dopo la morte di Van Gogh, che non conobbe mai il successo. Durante i titoli di coda appare anche una descrizione che Gauguin fece di Gogh, con come sfondo il colore preferito di Vincent: il giallo.

## Produzione

### Sviluppo
Lo sceneggiatore Jean-Claude Carrière a proposito del progetto ha dichiarato:
"Il film è su un pittore, sulla pittura e sul loro rapporto con l'infinito. La storia è raccontata dal punto di vista di un pittore. Ho scelto quelli che ho considerato i momenti più emblematici della sua vita. Non è la sua storia ufficiale ma la mia versione. Spero vi faccia sentire più vicini a lui".
Il film supporta l'ipotesi che Van Gogh non si sia suicidato ma sia stato vittima di omicidio.
Il film è stato dedicato allo stilista tunisino Azzedine Alaïa.

### Cast
Per interpretare il protagonista è stato scelto il Premio Oscar Willem Dafoe, che ha dovuto esercitarsi per ben sei mesi a dipingere, vivere per un po' nei luoghi d'origine dell'artista e leggendo l'epistolario del pittore, prima dell'inizio delle riprese.
Si noti come l'attore all'epoca delle riprese avesse 63 anni, nonostante Van Gogh fosse morto 26 anni più giovane, a 37 anni.

### Riprese
Le riprese del film sono state effettuate in 38 giorni in Francia tra Arles, Auvers-sur-Oise e il dipartimento Bocche del Rodano, luoghi dove visse realmente Van Gogh negli ultimi anni della sua vita.

## Colonna sonora
La colonna sonora del film è stata ideata e realizzata dalla compositrice Tatiana Lisovskaia, che ha voluto rendere lo stile di vita povero e la psiche tormentata  dell'artista attraversò una melodia molto minimalista per pianoforte e talvolta per quartetto d'archi, che prevale per gran parte del film.
In totale, la colonna sonora contiene 16 tracce ed è stata pubblicata per intero il 16 novembre 2018.

## Promozione
Il primo trailer del film viene diffuso il 5 settembre 2018.

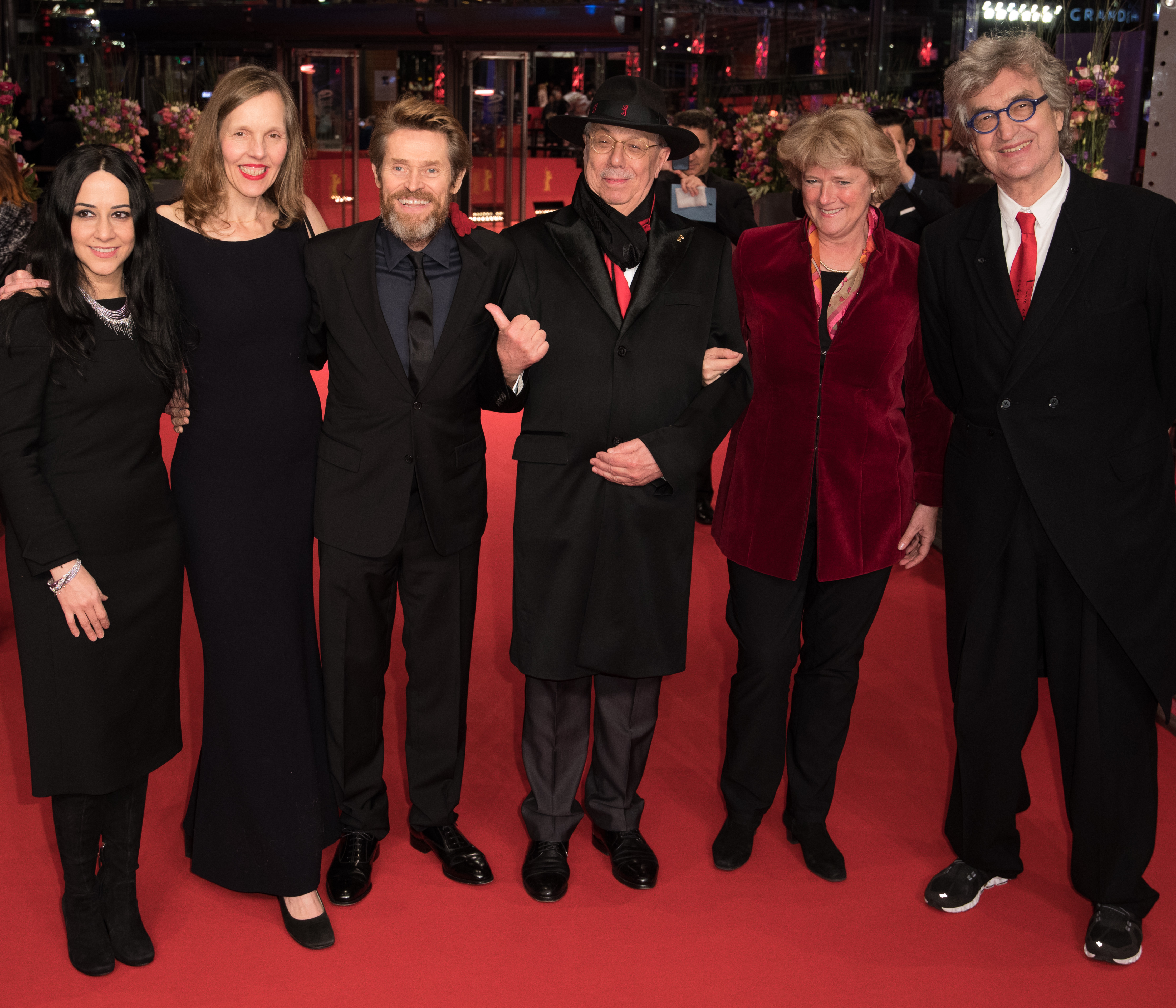
Il cast al completo alla premiere del film al Festival di Berlino 2018

## Distribuzione
Il film viene presentato in anteprima mondiale in concorso alla 75ª edizione della Mostra internazionale del cinema di Venezia il 3 settembre 2018.
La pellicola viene distribuita nelle sale cinematografiche statunitensi a partire dal 16 novembre 2018, e in quelle italiane a partire dal 3 gennaio 2019.

## Accoglienza

### Incassi
Il film ha incassato 11,5 milioni di dollari in tutto il mondo, nonché oltre 4 milioni di euro solo in Italia.

### Critica
Sul sito web Rotten Tomatoes il film riceve il 78% delle recensioni professionali positive, con un voto medio di 7,2/10, basato su 189 critiche. Invece su Metacritic il film ottiene un punteggio di 76 su 100 basato su 34 critiche.
Inoltre, il film è stato notevolmente acclamato dalla critica cinematografica. Infatti, ad esempio, il Detroit News ha scritto: "È ufficiale, Dafoe ha aggiunto un'altra magistrale interpretazione al suo curriculum! La sua performance è profondo e penetrante tanto quanto quella che fece nel capolavoro di Scorsese L'ultima tentazione di Cristo, più di 30 anni fa!".
Anche il New York Times ha scritto del film una recensione entusiasta, in cui afferma che Van Gogh è "un vivido, intenso e toccante ritratto di Vincent van Gogh verso la fine della sua vita, in cui l'artista muta di giorno in giorno."

## Riconoscimenti
- 2019 - Premio Oscar[22]
  - Candidatura per il miglior attore a Willem Dafoe
- 2019 - Golden Globe[23]
  - Candidatura per il miglior attore in un film drammatico a Willem Dafoe
- 2018 - Mostra internazionale d'arte cinematografica[24]
  - Coppa Volpi per la migliore interpretazione maschile a Willem Dafoe[25]
  - Premio Fondazione Mimmo Rotella a Julian Schnabel e Willem Dafoe[26]
  - Green Drop Award a Julian Schnabel[27]
  - In competizione per il Leone d'oro al miglior film
- 2019 - Critics' Choice Awards[28]
  - Candidatura per il miglior attore a Willem Dafoe
- 2019 - Satellite Award[29][30]
  - Miglior attore in un film drammatico a Willem Dafoe

## Inesattezze storiche
Il film, definito "sopraffino" per la sua precisione storica e la sua quasi totale assenza di errori, tuttavia presenta un'inesattezza storica, notata da alcuni critici. Infatti, a un certo punto del film, a Van Gogh ricoverato in ospedale il fratello Theo dice che si è da poco sposato. In realtà l'artista ricevette una lettera dal fratello il 23 dicembre 1888, in cui Theo annunciava il suo fidanzamento; tra l'altro nel film viene raffigurato Vincent felice della notizia, quando in realtà non lo fu affatto, poiché temeva che il fratello non sarebbe stato in grado di mantenerlo, una volta sposato.